# Karl von Birago
Karl von Birago, född 24 april 1792, död 29 december 1845, var en österrikisk friherre och militäringenjör.
von Birago blev officer vid infanteriet 1813, överste 1841 och chef för pionjärbrigaden 1844. von Birago har uppfunnit ett system för fältbroar, som 1841 infördes i österrikiska armén och sedan fått efterföljd i flera Europas arméer, och konstruerat en lavett för i torn uppställda haubitser. von Birago har utgett Untersuchungen über die europäischen Militärbrückentrains (1839).